# 센트럴·퍼시픽 교류전

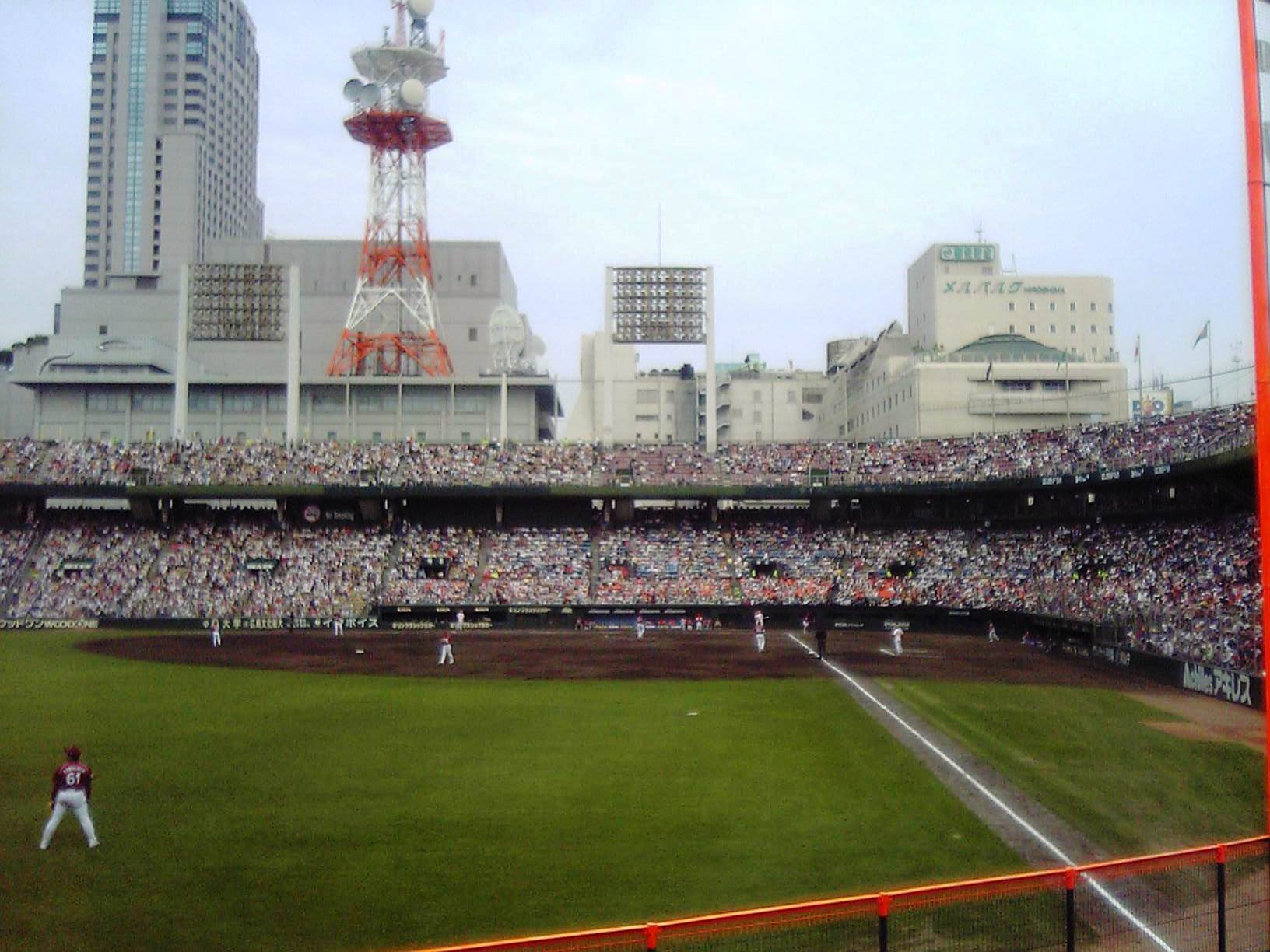
센트럴·퍼시픽 교류전이 열릴 당시의 모습(2005년 5월 21일, 히로시마 도요 카프 - 도호쿠 라쿠텐 골든이글스, 히로시마 시민 구장)

센트럴·퍼시픽 교류전 또는 세·파 교류전(일본어: セ・パ交流戦)은 일본 프로 야구의 센트럴 리그와 퍼시픽 리그 팀간에 열리는 인터 리그 경기이다. 스폰서는 닛폰 생명보험이다.

## 개요
일본에서는 이전부터 퍼시픽 리그측이 교류전의 도입을 계속 제안하면서도 거액의 TV 방영권 수입을 기대할 수 있었던 요미우리 자이언츠전의 경기 수가 감소한다는 우려로 센트럴 리그측이 거부하는 상황이 계속되고 있었다. 교류 경기 개최 시의 장점을 찾기 위해서라는 명목으로 1999년도와 2000년도의 2년 간에 걸쳐 ‘프로 야구 산토리 컵’이 춘계 시범 경기 기간에 열렸다. 경기 방식으로는 센트럴 리그와 퍼시픽 리그 각각 서로의 리그에 속한 팀과 한 차례씩의 리그 방식(6경기, 2년간 홈 앤 어웨이가 완성)에서 대전을 실시해 매 시즌의 6경기 승률(무승부는 0.5승 계산)로 순위를 결정하는 것으로 상위 팀과 개인상 획득자에게는 주관 스폰서인 산토리에서 상금 및 부상이 수여됐지만 2년 만에 폐지됐다.
이후 2004년에 불거진 프로 야구 재편 문제를 계기로 센트럴 리그 일부 구단이 양보하는 움직임을 보여 같은 해 9월 10일 일본 프로 야구 선수회와 구단 경영진과의 협상에 의한 잠정 합의에 따라 교류 경기의 개최가 결정됐고 이후 9월 27일 실행위원회, 9월 29일의 구단주 회의에서 다음 2005년도부터 홈 앤 어웨이 각 3경기씩 6차례(12개 팀에서 실시하는 경우 한 팀당 36경기)로 개최되는 것이 정해졌다. 2005년도는 닛폰 생명보험이 특별 협찬 스폰서로 ‘2005년 닛폰 생명 센트럴·퍼시픽 교류전’(2005年 日本生命セ・パ交流戦, Nissay Inter League)이라는 대회명으로 5월 6일부터 6월 16일까지 개최됐고 이듬해인 2006년 이후에도 닛폰 생명이 협찬을 계속하고 있다.
교류전의 승패와 개인 성적은 각각 참가하고 있는 리그 정규 경기 성적에 반영돼 페넌트레이스의 연간 종합 성적(2005년과 2006년은 센트럴 리그 146경기, 퍼시픽 리그 136경기, 2007년 이후 양대 리그 모두 144경기)에 포함된다. 또한 메이저 리그의 인터 리그와는 달리 각 리그의 모든 구단끼리 맞붙어 교류전 성적에 한해서만 우승팀을 전체 12개 구단의 성적으로 결정하고 있다.
교류전 기간중 각 구단의 순위는 아래와 같이 순위 결정 방법에 근거하고 있다. 참고로 교류전의 순위 자체는 정규 시즌의 최종 성적에 직접 영향을 주는 것은 아니지만 교류전 성적이 하위권에 머문 팀이 정규 시즌의 상위 구단으로 다뤄지는 경우가 있다.
2007년부터는 센트럴 리그에서도 플레이오프를 도입하겠다는 입장을 나타내며 양대 리그간에 경기수 조정에 의해 센트럴·퍼시픽 모두 리그 경기는 120경기로 하였고 한 시즌 144경기제, 양대 리그의 상위 구단(1위 ~ 3위)에 의한 합동 플레이오프(클라이맥스 시리즈)가 실시됨에 따라 교류전은 24경기(홈팀과 원정팀은 두 차례씩)로 축소됐다. 선발투수 예고는 2012년도에 처음으로 도입됐다.
2015년부터는 교류전 경기 수가 대진표마다 어느 한쪽의 홈 경기에서 3연전 전체인 18경기(대전 카드마다 홈과 원정을 2년 단위로 변경)로 치르면서 지금까지의 12개 구단 전원 경기 대항전이라는 방식에서부터 리그 대항전 방식에 중점을 변경했다.
시작 초부터 리그 대항전으로서 거론되는 일이 많았지만 실태는 그와는 정반대로 교류전 기간내엔 같은 리그내에서의 ‘단독 승리·단독 패배’가 일어나기 쉬워(또한 전체 팀이 승리·패전이었던 적도 있어서 승차에 전혀 변화가 없는 점도 있다) 기세를 몰아서 단번에 리그전 순위를 상승시키는 팀, 반대로 순식간에 하위권으로 내려가는 팀이 있는 등 교류전 결과는 향후 페넌트레이스의 순위도 좌우되는 것이 많아지면서 지극히 중요시되고 있다.
또한 교류전에만 한정된 유니폼 등을 각 팀이 준비한 사례도 있다. 이것은 시작 첫 해인 2005년에 한신 타이거스가 옛 디자인 유니폼을 착용한 것이 계기다. 한신은 그 해에 창단 70주년을 맞이했는데 그것을 기념해서 교류전 기간에 1979년 ~ 1981년판 홈경기용 유니폼을 복각해서 사용키로 했다. 메이저 리그에서는 ‘올드 타이머스 데이’(Old Timers Day), ‘턴 클록 데이’ 등이라는 이름을 붙여 옛 디자인 유니폼을 복각하는 경우는 많지만 일본에서는 첫 시도였다. 한신의 복각 유니폼이 매우 호평을 받아서 교류전을 중심으로 오리지널 디자인과 복각 유니폼으로 경기를 치르는 팀이 늘어났다.
2020년에는 코로나19의 감염 확산으로 정규 시즌 개막이 불가능한 상황이 계속되자, 5월 중에 예정됐던 개막을 취소한다는 결정을 내렸다. 이로써 2005년 도입 이후 처음으로 교류전이 취소됐다.

## 규정
- 선발투수 예고를 시행한다(2012년도부터).
  - 2011년까지는 센트럴·퍼시픽 주최 경기를 불문하고 전 경기에서 채택하지 않는다.[주 6]
- 퍼시픽 리그에서만 채택되고 있는 지명타자는 퍼시픽 리그의 구단이 주최할 때에만 채택한다.
  - 2014년에 한해서는 센트럴 리그의 구단이 주최하는 경기에서 사용한다.
  - 2023년부터는 ‘오타니 룰’도 채택된다.
- 연장전은 다른 정규 경기와 같이 최대 12회까지로 치러 승부가 나오지 않는 경우에는 무승부나 재경기도 실시하지 않는다.
  - 단, 2011년도와 2012년도는 2011년 3월 11일에 발생한 동일본 대지진에 영향으로 절전·에너지 절약이 전국 규모로 확대됐기 때문에 경기 시작부터 3시간 30분(우천 등에 의한 중단 시간도 포함한다)이 경과된 후에는 다음 이닝의 공격에는 들어가지 않는다(참고로 9회를 채우지 않은 경우의 콜드게임은 천재지변 발생시를 제외하면 인정받지 못하기 때문에 그것들이 없는 한 경과 시간에 관계없이 9회까지 경기를 계속 진행한다).
  - 2021년에는 코로나19 감염 확산 예방을 위해 연장전은 실시하지 않고 9회에 시합을 종료하는 것으로 결정됐다.
- 투구가 타자의 안면, 머리 부분, 헬멧 등에 직접 맞아 심판이 그것을 위협구로 간주했을 경우 투수를 퇴장시킬 수 있다.
- 투수는 누상에 주자가 없는 경우 포수로부터 공을 받아 15초 이내에 투구를 해야 한다(15초 룰).
- 감독·코치가 마운드에 올라갈 수 있는 횟수가 투수 1명에 대해서 1이닝에 1회로, 2회째는 투수를 교체시키지 않으면 안 된다.
- 벤치 등록은 감독과 코치를 포함한 8명, 선수 25명이며 그 외 매니저, 트레이너, 전력분석원, 홍보는 각각 1명 씩이다. 통역도 원칙은 한 팀당 1명이지만 2개 국어 이상의 통역을 필요로 하는 경우는 2명으로 하는 것이 인정된다.
  - 2021년에 한해서 코로나19 특례에 의거하여 벤치를 지키는 선수는 26명까지 확대됐다.
- 유니폼의 스폰서 광고는 센트럴 리그에 준해 홈 경기용 만으로 사용한다.
- 퍼시픽 리그에서만 2011년까지 채택되고 있던 서스펜디드 게임은 교류전의 모든 경기에서는 채택하지 않는다(단, 2011년 이전에도 채택돼 있지 않았다).

### 시상
교류전 우승 구단
닛폰 생명 보험 상호 회사로부터 상금 3,000만 엔(2013년 이전에는 5,000만 엔)
닛폰 생명 센트럴·퍼시픽 교류전 MVP
전체 12팀으로부터 1명을 선정, 닛폰 생명 보험 상호 회사로부터 상금 200만 엔.
닛폰 생명상(우수 선수상)
센트럴·퍼시픽 양대 리그로부터 2명을 선정, 닛폰 생명 보험 상호 회사로부터 상금 100만 엔.
참고로 2007년까지는 교류전 우승 팀과 최우수 선수가 복수로 나왔을 때에는 균등하게 할당돼 있었다.

#### 2015~2018년
2015년부터 2018년까지는 교류전 기간 중 모든 경기에서의 통산 승수에서 가장 많이 이긴 리그에 참가하는 팀에 대해서 리그간의 교류전 순위에 따라서 아래와 같은 상금을 지급한다.
1. 1,000만 엔
2. 500만 엔
3. 400만 엔
4. 300만 엔
5. 200만 엔
6. 100만 엔

또한 이와는 별도로 12개 구단 중에서의 최고 승률 팀(2014년까지 ‘센트럴·퍼시픽 교류전 우승 팀’으로서 시상)에 대해서도 500만 엔의 상금이 지급된다.
개인상에 대해서는 ‘교류전 MVP’는 가장 많이 이긴 리그 중에서의 교류전 순위 1위 구단(반드시 12개 구단 중에서의 최고 승률 팀에 국한되지는 않는다)의 선수 가운데 1명을 선발해서 200만 엔을, 또한 모든 팀에서 각 리그에 대한 1명에 대해서 ‘닛폰 생명상’을 선정해 100만 엔을 지급한다.
팀상의 재검토와 관련해서 일본 야구 기구는 2015년부터 완전 홈 앤 어웨이가 아닌 어느 쪽인가 한편에서 홈 경기 3연전(전체로 홈·원정팀 9경기씩인 18경기, 2년간에 홈 앤 어웨이가 완성)이 되는 것에서 지금까지의 12개 팀에서 우승을 다투는 방식에서부터 ‘센트럴·퍼시픽 대항전’의 색채를 강하게 하는 방식으로 채택했다. 또 많이 이긴 리그는 드래프트 회의에서 2차 이후의 지명 ‘웨이버 방식’(두 번째 지명은 많이 이긴 리그의 당해년도 최하위 구단에서, 세 번째 지명은 많이 패한 리그의 우승 구단에서, 이후 순서는 같다)의 우선권을 얻게 됐다.

#### 2019~현재
2019년부터는 센트럴·퍼시픽 교류전 우승 팀만이 상금 3,000만 엔을 모두 차지하는 방식으로 변경됐다. 또 닛폰 생명 MVP는 순위에 관계없이 전체 12개 구단 가운데 한 사람에게 상금 200만 엔을 지급한다.

### 교류전 순위 결정 방법
교류전 모든 경기가 종료된 시에는 승률이 가장 높은 1위 팀을 ‘교류전 우승 구단’(2014년도까지는 ‘센트럴·퍼시픽 교류전 우승 팀’, 2018년도까지는 ‘최고 승률 팀’)을 우승팀으로 결정한다. 2007년 이후로는 복수의 팀에서 승률이 동일하게 나왔을 경우 다음의 조건으로 상위 팀을 결정한다.
2007년부터 2010년까지
1. 작년도 교류전 순위(이것도 늘어선 경우에는 순위를 같도록 한다)

2011년 이후
1. 승수
2. 해당 팀간의 금년도 교류전에서의 직접 대결 성적(3팀 이상이 늘어선 경우와 동일 리그 2팀이 늘어선 경우에는 생략)
3. TQB(득실차) - 득점을 공격 이닝 수로 나눈 값(한 이닝당 평균 득점)으로부터 실점을 수비 이닝 수로 나눈 값(한 이닝당 평균 실점)을 뺀 것이다.
4. ER-TQB(자책점-팀성적지표) - TQB의 ‘득점’을 ‘상대했던 구단의 자책점에 의한 득점’에, ‘실점’을 ‘자책점’으로 대체해서 계산한 것이다.
5. 팀 타율
6. 작년도 교류전 순위

(예)동일한 승률로 나란히 기록한 다른 리그의 A구단과 B구단이 있는 경우
갑 리그의 A구단과 을 리그의 B구단이 11승 7패로 나란히 기록하며 A구단과 B구단의 맞대결에서 A구단이 1승, B구단이 2승, TQB가 A구단이 0.140, B구단이 0.135이었을 경우 2개 구단에서 동률일 경우 맞대결에서 우세한 B구단이 상위, 3개 구단 이상에서 동률일 경우엔 TQB로 웃돈 A구단이 상위가 된다.
2021/22년
코로나19 영향 등을 고려해, 아래와 같은 항목이 추가됐다.
1. 6월 17/16일까지 모든 일정이 소화되지 않았을 경우, 6월 17/16일 종료 시점에서 승률 제1위 구단을 ‘교류전 우승 구단’으로 한다.
2. ‘교류전 우승 구단’은 《15경기 이상 소화하고 승률 0.500이상》을 조건으로 한다.
3. 소화 상태가 15경기에 못 미친 구단이라도 소화되지 않은 경기를 패한 수로 가산하여 그 승률이 1위 구단을 웃도는 경우에는 그 구단을 ‘교류전 우승 구단’으로 한다.
4. 조건을 충족하는 구단이 한 개의 구단도 없을 경우 전 구단이 소화되지 않은 경기를 패한 수로 가산하여 승률에 따라 ‘교류전 우승 구단’을 결정한다.
5. 6월 17/16일까지 모든 일정이 소화되지 않을 경우엔 6월 17/16일 종료 시점에서의 승률에 따라 2위 이하 순위를 결정한다.
6. 교류전 예비 기간 이후에 편성되는 경기의 승패 수는 교류전 순위 결정에는 산입하지 않는다.

단, 2021년에 대해서는 결과적으로 6월 12일에 오릭스의 교류전 우승이 결정됐고, 6월 16일 마쓰다 스타디움에서 열린 히로시마-닛폰햄전에서 모든 일정이 끝난 것과, 2022년에는 모든 일정을 예정대로 소화했기 때문에 위의 규칙이 적용되지 않았다.

### 교류전 일정

#### 2006년까지
홈 3경기, 원정 3경기(합계 6경기)의 전체 12경기(합계 36경기)를 6주 간에 걸쳐서 실시한다. 기본적으로 화요일부터 목요일까지 1경기, 금요일부터 일요일까지 1경기를 설정(6연전)한다. 취소된 경기는 미리 설치된 예비일(각 주 월요일) 또는 교류전 예비 기간(모든 일정이 종료한 다음날부터 4일 간)에 편성한다. 이동 스케줄의 사정으로부터 예비일이 설정되지 않는 경우도 있다.
일정 패턴표
| 주        | 월요일             | 화요일             | 수요일             | 목요일             | 금요일                         | 토요일                         | 일요일                         |
| --------- | ------------------ | ------------------ | ------------------ | ------------------ | ------------------------------ | ------------------------------ | ------------------------------ |
| 첫째 주   | (각 리그간의 대전) | (각 리그간의 대전) | (각 리그간의 대전) | (각 리그간의 대전) | 1경기째                        | 1경기째                        | 1경기째                        |
| 둘째 주   | 이동·예비일        | 2경기째            | 2경기째            | 2경기째            | 3경기째                        | 3경기째                        | 3경기째                        |
| 셋째 주   | 이동·예비일        | 4경기째            | 4경기째            | 4경기째            | 5경기째                        | 5경기째                        | 5경기째                        |
| 넷째 주   | 이동·예비일        | 6경기째            | 6경기째            | 6경기째            | 7경기째                        | 7경기째                        | 7경기째                        |
| 다섯째 주 | 이동·예비일        | 8경기째            | 8경기째            | 8경기째            | 9경기째                        | 9경기째                        | 9경기째                        |
| 여섯째 주 | 이동·예비일        | 10경기째           | 10경기째           | 10경기째           | 11경기째                       | 11경기째                       | 11경기째                       |
| 일곱째 주 | 이동·예비일        | 12경기째           | 12경기째           | 12경기째           | 공통 예비일 ※다음주 월요일까지 | 공통 예비일 ※다음주 월요일까지 | 공통 예비일 ※다음주 월요일까지 |

#### 2007~2014년
- 홈에서의 2경기, 원정에서는 2경기(총 4경기)의 전체 12경기(총 24경기)를 5주 간에 걸쳐서 실시한다. 두 경기를 같은 리그에 속한 팀에서 교대로 주최하고 이것을 3차례 반복한다.
- 각 리그를 연고지가 북쪽에 있는 측에 순서대로 3개 조로 나뉘어(센트럴 리그는 ‘요미우리·야쿠르트’, ‘요코하마( → DeNA)·주니치’, ‘한신·히로시마’. 퍼시픽 리그는 ‘닛폰햄·라쿠텐’, ‘세이부·지바 롯데’, ‘오릭스·소프트뱅크’), 주최하는 2개 팀의 연고지로 원정 2개 팀이 각각 이동한다. 예를 들면 ‘요미우리·야쿠르트’와 ‘닛폰햄·라쿠텐’이 센트럴 리그 주최 경기에서 1·2경기째에 맞붙는다고 가정하면 닛폰햄·라쿠텐 이 2개 팀이 요미우리 → 야쿠르트, 야쿠르트 → 요미우리의 순으로 경기를 펼치고 7·8경기째에서는 퍼시픽 리그 주최 경기로서 요미우리·야쿠르트의 2개 팀이 닛폰햄 → 라쿠텐, 라쿠텐 → 닛폰햄의 순으로 맞대결한다.
- 2007년~2009년, 2011년, 2014년은 퍼시픽 리그 주최로 개막됐고 이후 퍼시픽 → 센트럴 순으로 개최되다가 최종전은 센트럴 리그 주최로 치렀다(패턴 A).
- 2010년, 2012년~2013년은 센트럴 리그 주최로 개막했고, 이후 센트럴 → 퍼시픽 순으로 개최되다가 최종전은 퍼시픽 리그 주최로 치렀다(패턴 B, 2013년에 대해서는 패턴 A).
- 경기별로 이동 및 예비일이 정해지는 ‘2근 1휴’페이스가 원칙이지만 토요일과 일요일이 반드시 시합일이 되도록 경기를 편성하기 때문에 5주 중 2주(그 중 1주는 주최 리그가 바뀐다)는 금요일·토요일 경기와 일요일·월요일 경기로 4연전이 펼쳐진다. 통상 1회째의 4연전은 홈팀이 교체되기 때문에 토요일 2차전은 이동 시간 등을 고려해서 주간 경기로 하고, 주관하는 리그가 바뀌면서 상대 리그쪽 첫 주관 경기인 일요일 1차전을 같은 이유에서 야간 경기로 개최하는 경우가 많다.
- 두 번째의 4연전은 도중에 어웨이(원정) 쪽의 대전 팀이 바뀌지만, 모두 같은 리그에서 주관하는 4연전이 된다. 퍼시픽 리그 주최의 4연전은 2007년부터 2012년까지는 모두 센트럴 리그 주최의 4연전으로 치러졌지만 2013년에는 처음으로 퍼시픽 리그 주최의 4연전이 실시됐다.
- 취소된 경기는 미리 정해진 예비일(원칙상으론 2차전 다음날[주 11]) 또는 교류전 예비 기간(모든 일정이 종료한 다음날부터 나흘간[주 12])에 편성되는데 다섯째 주는 일정에 따라 월요일·화요일 내지는 목요일·금요일 등 각각 이틀 연속으로 경기를 편성할 수 없는 경우가 발생하는 탓에 일정 조정 형편상 이틀 연속의 비개최일에 경기를 편성한다. 예비일은 경기가 편성되지 않은 날로 잡지만 이동 스케줄 사정상 예비일을 잡지 않는 경우도 있다.[주 10]

일정 패턴표(A)
| 주        | 월요일           | 화요일           | 수요일           | 목요일           | 금요일                           | 토요일                           | 일요일                           |
| --------- | ---------------- | ---------------- | ---------------- | ---------------- | -------------------------------- | -------------------------------- | -------------------------------- |
| 첫째 주   | 이동·휴양일      | 1경기째          | 1경기째          | 이동·예비일      | 2경기째                          | 2경기째                          | 3경기째                          |
| 둘째 주   | 3경기째          | 이동·예비일      | 4경기째          | 4경기째          | 이동·예비일                      | 5경기째                          | 5경기째                          |
| 셋째 주   | 이동·예비일      | 6경기째          | 6경기째          | 이동·예비일      | 7경기째                          | 7경기째                          | 8경기째                          |
| 넷째 주   | 8경기째          | 이동·예비일      | 9경기째          | 9경기째          | 이동·예비일                      | 10경기째                         | 10경기째                         |
| 다섯째 주 | 이동·예비일      | 11경기째         | 11경기째         | 이동·예비일      | 이동·예비일                      | 12경기째                         | 12경기째                         |
| 여섯째 주 | 휴양·공통 예비일 | 휴양·공통 예비일 | 휴양·공통 예비일 | 휴양·공통 예비일 | (각 리그 간의 대전으로 돌아온다) | (각 리그 간의 대전으로 돌아온다) | (각 리그 간의 대전으로 돌아온다) |

일정 패턴표(B)
| 주        | 월요일           | 화요일           | 수요일           | 목요일           | 금요일                           | 토요일                           | 일요일                           |
| --------- | ---------------- | ---------------- | ---------------- | ---------------- | -------------------------------- | -------------------------------- | -------------------------------- |
| 첫째 주   | 이동·휴양일      | 이동·휴양일      | 1경기째          | 1경기째          | 이동·예비일                      | 2경기째                          | 2경기째                          |
| 둘째 주   | 이동·예비일      | 3경기째          | 3경기째          | 이동·예비일      | 4경기째                          | 4경기째                          | 5경기째                          |
| 셋째 주   | 5경기째          | 이동·예비일      | 6경기째          | 6경기째          | 이동·예비일                      | 7경기째                          | 7경기째                          |
| 넷째 주   | 이동·예비일      | 8경기째          | 8경기째          | 이동·예비일      | 9경기째                          | 9경기째                          | 10경기째                         |
| 다섯째 주 | 10경기째         | 이동·예비일      | 11경기째         | 11경기째         | 이동·예비일                      | 12경기째                         | 12경기째                         |
| 여섯째 주 | 휴양·공통 예비일 | 휴양·공통 예비일 | 휴양·공통 예비일 | 휴양·공통 예비일 | (각 리그 간의 대전으로 돌아온다) | (각 리그 간의 대전으로 돌아온다) | (각 리그 간의 대전으로 돌아온다) |

#### 2015년 이후
경기 수가 18경기로(6경기) 줄어들기 때문에 1경기는 3연전, 전체로는 3주 간의 개최가 된다. 홈 경기에 대해서는 2007년~2014년의 패턴을 거의 답습하는 방식을 취해 첫째 주는 전반·후반으로 주관하는 리그가 바뀌지만, 둘째 주와 셋째 주는 같은 리그 주관의 6연전이 된다. 2015년부터 2022년까지는 첫째 주 전반이 센트럴 리그측 → 첫째 주 후반이 퍼시픽 리그측 → 둘째 주는 센트럴 리그측에서 6연전 → 셋째 주는 퍼시픽 리그측에서 6연전, 2023년은 첫째 주 전반이 퍼시픽 리그측 → 후반은 센트럴 리그측의 각 3연전 → 둘째 주는 퍼시픽 리그측 → 셋째 주는 센트럴 리그측의 각 6연전이 된다. 예비일을 어떻게 할 지에 관해서는 36경기제였던 2005년 ~ 2006년과 마찬가지이다.
일정 패턴표
| 주      | 월요일      | 화요일      | 수요일      | 목요일      | 금요일                           | 토요일                           | 일요일                           |
| ------- | ----------- | ----------- | ----------- | ----------- | -------------------------------- | -------------------------------- | -------------------------------- |
| 첫째 주 | 이동·휴양일 | 1경기째     | 1경기째     | 1경기째     | 2경기째                          | 2경기째                          | 2경기째                          |
| 둘째 주 | 이동·예비일 | 3경기째     | 3경기째     | 3경기째     | 4경기째                          | 4경기째                          | 4경기째                          |
| 셋째 주 | 이동·예비일 | 5경기째     | 5경기째     | 5경기째     | 6경기째                          | 6경기째                          | 6경기째                          |
| 넷째 주 | 공통 예비일 | 공통 예비일 | 공통 예비일 | 공통 예비일 | (각 리그 간의 대전으로 돌아온다) | (각 리그 간의 대전으로 돌아온다) | (각 리그 간의 대전으로 돌아온다) |

대진표와 개최 구장에 대해 2015년과 2016년에 퍼시픽 리그에서는 ‘닛폰햄·라쿠텐·지바 롯데’와 ‘세이부·오릭스·소프트뱅크’, 센트럴 리그에서는 ‘요미우리·DeNA·주니치’와 ‘야쿠르트·한신·히로시마’로 나눈 다음, 상대하는 리그의 어느 한 쪽이 홈팀, 상대 쪽은 원정팀으로 편성된다. 2017년과 2018년에 퍼시픽 리그에서는 ‘닛폰햄·라쿠텐·세이부’와 ‘지바 롯데·오릭스·소프트뱅크’, 센트럴 리그에서는 ‘요미우리·DeNA·히로시마’와 ‘야쿠르트·주니치·한신’으로 편성됐고, 2019년과 2021년에 퍼시픽 리그에서는 ‘닛폰햄·라쿠텐·세이부’와 ‘지바 롯데·오릭스·소프트뱅크’, 센트럴 리그에서는 ‘요미우리·야쿠르트·히로시마’와 ‘DeNA·주니치·한신’으로 편성된다.
2022년, 2023년에는 나누는 방법이 변경됐다. 퍼시픽 리그를 ‘라쿠텐·소프트뱅크·오릭스·지바 롯데·닛폰햄·세이부’ 순으로, 센트럴 리그를 ‘요미우리·히로시마·야쿠르트·한신·주니치·DeNA’의 순으로 한 다음 A부터 F까지의 기호로 분류하여 F다음은 A로 돌아오는 것으로 한다. 퍼시픽 리그는 해당 구단과 기호가 같은 센트럴 리그 구단부터 셌을 때 3번째까지의 구단과, 그 이후 3구단으로 나뉘어 센트럴 리그는 해당 구단보다 하나 뒷순서인 퍼시픽 리그 구단부터 셌을 때 3번째까지 구단 등 그 이후 3구단으로 나뉜다. 센트럴·퍼시픽 모두 2022년, 2024년에는 전자의 3구단 대전이 홈팀, 후자인 3구단의 대전이 원정팀이 되고 2023년, 2025년에는 전자의 3구단 대전이 원정팀, 후자의 3구단 대전이 홈팀이 된다.
| 리그   | A        | B          | C        | D         | E      | F      | F→A로 돌아감                           |
| ------ | -------- | ---------- | -------- | --------- | ------ | ------ | -------------------------------------- |
| 퍼시픽 | 라쿠텐   | 소프트뱅크 | 오릭스   | 지바 롯데 | 닛폰햄 | 세이부 | 같은 기호부터 3구단, 이후의 3구단      |
| 센트럴 | 요미우리 | 히로시마   | 야쿠르트 | 한신      | 주니치 | DeNA   | 하나 다음 기호부터 3구단, 이후의 3구단 |

- 구체적인 예로서 2022년, 2024년 퍼시픽 리그 닛폰햄의 경우엔 기호가 E이기 때문에, 센트럴 리그에서 같은 E인 주니치부터 세어서 3구단(E→F→A)(주니치·DeNA·요미우리)까지의 대전이 홈팀, 그 이후의 3 구단의 대전이 원정팀이 된다. 2022년, 2024년 센트럴 리그 야쿠르트의 경우엔 기호가 C이기 때문에, 퍼시픽 리그에서 하나 다음 기호가 D의 지바 롯데부터 세어서 3구단(D→E→F)(지바 롯데·닛폰햄·세이부)까지의 대전이 홈팀, 그 이후 3구단의 대전이 원정팀이 된다. 두 가지 예시 모두 2023년, 2025년에는 홈팀과 원정팀이 서로 바뀐다.

홈 앤 어웨이에 대해서는 같은 대진을 격년으로 홈팀과 원정팀을 서로 바꾼다(전체로는 홈팀과 원정팀의 경기수는 9경기씩). 예를 들어 ‘소프트뱅크 - 한신’은 2015년도에 소프트뱅크측이 주관하고, 2016년도에는 한신측이 주관했다. 홈팀과 원정팀의 교체는 2년 단위로 이뤄지기 위해 대진표 편성이 바뀌는 관계에서 같은 경기의 주관 구단이 2년 연속으로 동일하는 경우도 발생한다. 예를 들면 ‘DeNA - 지바 롯데’는 2016년과 2017년에 DeNA측의 주관으로 치러졌다.

#### 개막·폐막일
| 회차 | 연도 | 개막일   | 폐막일   |
| ---- | ---- | -------- | -------- |
| 1    | 2005 | 5월 6일  | 6월 18일 |
| 2    | 2006 | 5월 9일  | 6월 20일 |
| 3    | 2007 | 5월 22일 | 6월 26일 |
| 4    | 2008 | 5월 20일 | 6월 23일 |
| 5    | 2009 | 5월 19일 | 6월 21일 |
| 6    | 2010 | 5월 12일 | 6월 16일 |
| 7    | 2011 | 5월 17일 | 6월 19일 |
| 8    | 2012 | 5월 16일 | 6월 20일 |
| 9    | 2013 | 5월 14일 | 6월 18일 |
| 10   | 2014 | 5월 20일 | 6월 26일 |
| 11   | 2015 | 5월 26일 | 6월 16일 |
| 12   | 2016 | 5월 31일 | 6월 20일 |
| 13   | 2017 | 5월 30일 | 6월 19일 |
| 14   | 2018 | 5월 29일 | 6월 21일 |
| 15   | 2019 | 6월 4일  | 6월 25일 |
| *    | 2020 | 5월 26일 | 6월 14일 |
| 16   | 2021 | 5월 25일 | 6월 16일 |
| 17   | 2022 | 5월 24일 | 6월 12일 |
| 18   | 2023 | 5월 30일 | 6월 21일 |
| 19   | 2024 | 5월 28일 | 6월 18일 |
| 20   | 2025 | 6월 3일  | 6월 24일 |

## 대회 공식 캐릭터
2012년부터는 대회 공식 캐릭터로 알파카를 모티브로 한 ‘세카파카군’(セカパカくん)이 등장하고 있다. 야구를 좋아하는 2인조로 돼있는데 양대 리그 연맹 깃발의 색깔(센트럴 리그는 초록색, 퍼시픽 리그는 파란색)의 유니폼을 입고 센트럴 리그의 초록은 ‘세카군’(セカくん), 퍼시픽 리그의 파란은 ‘파카군’(パカくん)이 있다. 더욱이 2015년부터 핑크색 유니폼을 입은 암컷 알파카인 ‘세파코짱’(セパ子ちゃん)이 가세했다.
세카군(セカくん, CEKA)
등번호 ‘세’(セ), 성별: 수컷, 출생지: 페루, 신장: 2m, 연령: 8세, 12월 15일생
파카군(パカくん, PAKA)
등번호 ‘파’(パ), 성별: 수컷, 출생지: 칠레, 신장: 2m, 연령: 8세, 11월 26일생
세파코짱(セパ子ちゃん, SEPAKO)
등번호 ‘세파’(セパ), 성별: 암컷, 출생지: 페루, 신장: 2m, 연령: 11세, 2월 5일생
세카군과 파카군은 모두 생일이 각각의 리그가 결성된 날(1949년)을 유래로 하고 있지만 세파코짱만 프로 야구의 날(1936년은 이날 NPB의 전신인 일본 직업 야구 연맹이 결성됨)을 유래로 하고 있다. 또 연령의 경우 세카군과 파카군은 2012년 제8회 대회를 맞이해서 나왔고 세파코짱은 2015년 제11회 대회를 맞이해서 등장하게 됐다.
세카군·파카군과 ‘교류전 대사’를 기용한 교류전 CM이 전국의 민영 방송국과 각 구장의 대형 전광판에도 삽입됐다. 또 대회 기간 중에는 세카군·파카군이 전국 각 구장에 등장하여 각 구단의 마스코트 캐릭터와 함께 이벤트를 펼치는 등 대회 분위기를 고조시켰다.

### 역대 교류전 대사
| 연도 | 교류전 대사                                  | 비고      |
| ---- | -------------------------------------------- | --------- |
| 2012 | 코바야시 세이란                              | [ 주 16 ] |
| 2013 | 코바야시 세이란                              | [ 주 16 ] |
| 2014 | 코바야시 세이란                              | [ 주 16 ] |
| 2015 | (없음)                                       | [ 주 17 ] |
| 2016 | 혼다 사라, 시리츠에비스추가쿠                | [ 주 19 ] |
| 2017 | 모닝구무스메。'17                            | [ 주 20 ] |
| 2018 | 아야세 하루카                                |           |
| 2019 | 아야세 하루카                                | [ 주 22 ] |
| 2020 | (취소)                                       |           |
| 2021 | 아야세 하루카                                |           |
| 2022 | 마키노 마리아(모닝구무스메。'22) 스즈키 후쿠 |           |
| 2023 | 후지와라 죠이치로(나니와단시)                |           |
| 2024 | (없음)                                       | [ 주 24 ] |
| 2025 | (없음)                                       | [ 주 25 ] |

## 연도별 교류전 결과

### 결과에 관한 내용
- 일정을 모두 마친 최고 승률 팀이 복수가 됐던 사례는 2008년, 2017년, 2023년 세 번의 사례가 있었다.
  - 2008년에는 소프트뱅크와 한신이 모두 15승 9패로 동일한 승률을 기록했다. 따라서 우승은 작년도 순위로 결정한다는 당시 규정(2007~2010년)에 의해 2007년 시즌 순위가 한신보다 상위였던 소프트뱅크가 차지했다.[주 26]
  - 2017년에는 소프트뱅크와 히로시마가 모두 12승 6패로 승률(및 승수)은 동일했다. 이 때문에 최고 승률 팀은 양팀의 맞대결 성적으로 결정한다는 규정(2011년 이후)에 따라 이 대결에선 2승 1패로 앞섰던 소프트뱅크가 됐다.
  - 2023년에는 DeNA·소프트뱅크·요미우리·오릭스가 나란히 11승 7패로 동률을 이뤘다. 그 때문에 승률 및 승수에서 3구단 이상이 나란히 기록했을 때는 TQB(토탈 퀄리티 밸런스, 한 이닝당 득점률과 실점률의 차이)로 순위를 결정하는 규정(2011년 이후)에 의해 우승팀은 DeNA가 됐다.[10][주 27]

### 우승 팀·수상 선수·우세 리그
|  | 센트럴 리그 소속팀 |
|  | 퍼시픽 리그 소속팀 |

| 1                                                                           | 2005년 (헤이세이 17년) | 지바 롯데 마린스 (24승 1무 11패)               | 첫 우승              | 고바야시 히로유키 (지바 롯데)  | 가네모토 도모아키 (한신)       | 나카무라 다케야 (세이부)       | 퍼시픽 리그 (105승 7무 104패) |
| 2                                                                           | 2006년 (헤이세이 18년) | 지바 롯데 마린스 (23승 13패)                   | 2년 연속 2회         | 고바야시 마사히데 (지바 롯데)  | 사토 미쓰루 (주니치)           | 마쓰나카 노부히코 (소프트뱅크) | 퍼시픽 리그 (108승 1무 107패) |
| 3                                                                           | 2007년 (헤이세이 19년) | 홋카이도 닛폰햄 파이터스 (18승 1무 5패)        | 첫 우승              | 라이언 글린 (닛폰햄)           | 다카하시 히사노리 (요미우리)   | 사부로 (지바 롯데)             | 퍼시픽 리그 (74승 4무 66패)   |
| 4                                                                           | 2008년 (헤이세이 20년) | 후쿠오카 소프트뱅크 호크스 (15승 9패)          | 첫 우승              | 가와사키 무네노리 (소프트뱅크) | 가네모토 도모아키 (한신)       | 이와쿠마 히사시 (라쿠텐)       | 퍼시픽 리그 (73승 71패)       |
| 5                                                                           | 2009년 (헤이세이 21년) | 후쿠오카 소프트뱅크 호크스 (18승 1무 5패)      | 2년 연속 2회         | 스기우치 도시야 (소프트뱅크)   | 토니 블랑코 (주니치)           | 다르빗슈 유 (닛폰햄)           | 센트럴 리그 (70승 7무 67패)   |
| 6                                                                           | 2010년 (헤이세이 22년) | 오릭스 버펄로스 (16승 8패)                     | 첫 우승              | T-오카다 (오릭스)              | 아베 신노스케 (요미우리)       | 와다 쓰요시 (소프트뱅크)       | 퍼시픽 리그 (81승 4무 59패)   |
| 7                                                                           | 2011년 (헤이세이 23년) | 후쿠오카 소프트뱅크 호크스 (18승 2무 4패)      | 2년 만에 3회         | 우치카와 세이이치 (소프트뱅크) | 우쓰미 데쓰야 (요미우리)       | 사카구치 도모타카 (오릭스)     | 퍼시픽 리그 (78승 9무 57패)   |
| 8                                                                           | 2012년 (헤이세이 24년) | 요미우리 자이언츠 (17승 7패)                   | 첫 우승              | 우쓰미 데쓰야 (요미우리)       | 스기우치 도시야 (요미우리)     | 요시카와 미쓰오 (닛폰햄)       | 퍼시픽 리그 (67승 11무 66패)  |
| 9                                                                           | 2013년 (헤이세이 25년) | 후쿠오카 소프트뱅크 호크스 (15승 1무 8패)      | 2년 만에 4회         | 하세가와 유야 (소프트뱅크)     | 노미 아쓰시 (한신)             | 다나카 마사히로 (라쿠텐)       | 퍼시픽 리그 (80승 4무 60패)   |
| 10                                                                          | 2014년 (헤이세이 26년) | 요미우리 자이언츠 (16승 8패)                   | 2년 만에 2회         | 가메이 요시유키 (요미우리)     | 야마다 데쓰토 (야쿠르트)       | 노리모토 다카히로 (라쿠텐)     | 퍼시픽 리그 (71승 3무 70패)   |
| 11                                                                          | 2015년 (헤이세이 27년) | 후쿠오카 소프트뱅크 호크스 0.667(12승 6패)     | 2년 만에 5회         | 야나기타 유키 (소프트뱅크)     | 하타케야마 가즈히로 (야쿠르트) | 기쿠치 유세이 (세이부)         | 퍼시픽 리그 (61승 3무 44패)   |
| 12                                                                          | 2016년 (헤이세이 28년) | 후쿠오카 소프트뱅크 호크스 0.765(13승 1무 4패) | 2년 연속 6회         | 기도코로 류마 (소프트뱅크)     | 스즈키 세이야 (히로시마)       | 오타니 쇼헤이 (닛폰햄)         | 퍼시픽 리그 (60승 1무 47패)   |
| 13                                                                          | 2017년 (헤이세이 29년) | 후쿠오카 소프트뱅크 호크스 0.667(12승 6패)     | 3년 연속 7회         | 야나기타 유키 (소프트뱅크)     | 마루 요시히로 (히로시마)       | 마쓰모토 고 (닛폰햄)           | 퍼시픽 리그 (56승 1무 51패)   |
| 14                                                                          | 2018년 (헤이세이 30년) | 도쿄 야쿠르트 스왈로스 0.667(12승 6패)         | 첫 우승              | 요시다 마사타카 (오릭스)       | 이시야마 다이치 (야쿠르트)     | 이시카와 아유무 (지바 롯데)    | 퍼시픽 리그 (59승 1무 48패)   |
| 15                                                                          | 2019년 (레이와 원년)   | 후쿠오카 소프트뱅크 호크스 (11승 2무 5패)      | 2년 만에 8회         | 마쓰다 노부히로 (소프트뱅크)   | 야나기 유야 (주니치)           | 스즈키 다이치 (지바 롯데)      | 퍼시픽 리그 (58승 4무 46패)   |
| *                                                                           | 2020년 (레이와 2년)    | 코로나19로 인한 취소                           | 코로나19로 인한 취소 | 코로나19로 인한 취소           | 코로나19로 인한 취소           | 코로나19로 인한 취소           | 코로나19로 인한 취소          |
| 16                                                                          | 2021년 (레이와 3년)    | 오릭스 버펄로스 (12승 1무 5패)                 | 11년 만에 2회        | 야마모토 요시노부 (오릭스)     | 다얀 비시에도 (주니치)         | 이토 히로미 (닛폰햄)           | 센트럴 리그 (49승 11무 48패)  |
| 17                                                                          | 2022년 (레이와 4년)    | 도쿄 야쿠르트 스왈로스 (14승 4패)              | 4년 만에 2회         | 무라카미 무네타카 (야쿠르트)   | 오야마 유스케 (한신)           | 스기모토 유타로 (오릭스)       | 센트럴 리그 (55승 53패)       |
| 18                                                                          | 2023년 (레이와 5년)    | 요코하마 DeNA 베이스타스 (11승 7패)            | 첫 우승              | 오카모토 가즈마 (요미우리)     | 마키 슈고 (DeNA)               | 곤도 겐스케 (소프트뱅크)       | 퍼시픽 리그 (54승 2무 52패)   |
| 19                                                                          | 2024년 (레이와 6년)    | 도호쿠 라쿠텐 골든이글스 (13승 5패)            | 첫 우승              | 미즈타니 슌 (닛폰햄)           | 사이키 히로토 (한신)           | 곤도 겐스케 (소프트뱅크)       | 퍼시픽 리그 (53승 3무 52패)   |
| 20                                                                          | 2025년 (레이와 7년)    | 후쿠오카 소프트뱅크 호크스 (12승 1무 5패)      | 6년 만에 9회         | 야나기마치 다쓰루 (소프트뱅크) | 오카바야시 유키 (주니치)       | 오제키 도모히사 (소프트뱅크)   | 퍼시픽 리그 (63승 2무 43패)   |
| 통산 성적: 퍼시픽 리그 15회 우승(17회 승리), 센트럴 리그 5회 우승(3회 승리) |                        |                                                |                      |                                |                                |                                |                               |

### 연도별 교류전 순위표
| 범례 센트럴 리그 소속팀 퍼시픽 리그 소속팀 - 굵은 글씨: 리그 우승 구단 - 붉은색 글씨: 일본 시리즈 우승 구단 \| 센트럴 리그 구단 - G: 요미우리 자이언츠 - T: 한신 타이거스 - D: 주니치 드래건스 - C: 히로시마 도요 카프 - S: 도쿄 야쿠르트 스왈로스 - DB: 요코하마 DeNA 베이스타스 - YB: 요코하마 베이스타스[주 30] \| 퍼시픽 리그 구단 - F: 홋카이도 닛폰햄 파이터스 - E: 도호쿠 라쿠텐 골든이글스 - M: 지바 롯데 마린스 - L: 사이타마 세이부 라이온스 - Bs: 오릭스 버펄로스 - H: 후쿠오카 소프트뱅크 호크스 \| | |
| 센트럴 리그 구단 - G: 요미우리 자이언츠 - T: 한신 타이거스 - D: 주니치 드래건스 - C: 히로시마 도요 카프 - S: 도쿄 야쿠르트 스왈로스 - DB: 요코하마 DeNA 베이스타스 - YB: 요코하마 베이스타스 | 퍼시픽 리그 구단 - F: 홋카이도 닛폰햄 파이터스 - E: 도호쿠 라쿠텐 골든이글스 - M: 지바 롯데 마린스 - L: 사이타마 세이부 라이온스 - Bs: 오릭스 버펄로스 - H: 후쿠오카 소프트뱅크 호크스 |

| 회차 | 연도   | 순위                 | 순위                 | 순위                 | 순위                 | 순위                 | 순위                 | 순위                 | 순위                 | 순위                 | 순위                 | 순위                 | 순위                 | 경기 수 | 비고                |
| 회차 | 연도   | 1 위                 | 2 위                 | 3 위                 | 4 위                 | 5 위                 | 6 위                 | 7 위                 | 8 위                 | 9 위                 | 10 위                | 11 위                | 12 위                | 경기 수 | 비고                |
| ---- | ------ | -------------------- | -------------------- | -------------------- | -------------------- | -------------------- | -------------------- | -------------------- | -------------------- | -------------------- | -------------------- | -------------------- | -------------------- | ------- | ------------------- |
| 1    | 2005년 | M                    | H                    | T                    | G                    | S                    | YB                   | Bs                   | L                    | D                    | F                    | C                    | E                    | 36      |                     |
| 2    | 2006년 | M                    | S                    | T                    | D                    | H                    | L                    | F                    | E                    | C                    | YB                   | G                    | Bs                   | 36      | [ 주 31 ]           |
| 3    | 2007년 | F                    | G                    | YB                   | M                    | D                    | Bs                   | E                    | S                    | H                    | T                    | L                    | C                    | 24      | [ 주 32 ] [ 주 33 ] |
| 4    | 2008년 | H                    | T                    | F                    | G                    | E                    | C                    | D                    | Bs                   | S                    | M                    | L                    | YB                   | 24      | [ 주 34 ]           |
| 5    | 2009년 | H                    | S                    | C                    | D                    | G                    | F                    | L                    | M                    | T                    | E                    | Bs                   | YB                   | 24      | [ 주 35 ]           |
| 6    | 2010년 | Bs                   | L                    | H                    | M                    | E                    | F                    | G                    | T                    | D                    | C                    | S                    | YB                   | 24      | [ 주 36 ] [ 주 37 ] |
| 7    | 2011년 | H                    | Bs                   | F                    | D                    | L                    | S                    | G                    | T                    | E                    | M                    | YB                   | C                    | 24      | [ 주 38 ]           |
| 8    | 2012년 | G                    | F                    | M                    | D                    | L                    | C                    | Bs                   | T                    | E                    | DB                   | H                    | S                    | 24      | [ 주 39 ]           |
| 9    | 2013년 | H                    | E                    | G                    | F                    | M                    | Bs                   | T                    | C                    | L                    | D                    | S                    | DB                   | 24      | [ 주 40 ]           |
| 10   | 2014년 | G                    | H                    | Bs                   | D                    | DB                   | M                    | F                    | L                    | S                    | E                    | T                    | C                    | 24      | [ 주 41 ] [ 주 42 ] |
| 11   | 2015년 | H                    | F                    | L                    | E                    | M                    | T                    | C                    | S                    | Bs                   | D                    | G                    | DB                   | 18      | [ 주 43 ] [ 주 44 ] |
| 12   | 2016년 | H                    | M                    | C                    | E                    | F                    | L                    | G                    | D                    | DB                   | T                    | S                    | Bs                   | 18      | [ 주 45 ]           |
| 13   | 2017년 | H                    | C                    | L                    | T                    | E                    | Bs                   | DB                   | D                    | F                    | G                    | M                    | S                    | 18      | [ 주 46 ]           |
| 14   | 2018년 | S                    | Bs                   | M                    | H                    | F                    | L                    | G                    | DB                   | D                    | C                    | T                    | E                    | 18      | [ 주 47 ]           |
| 15   | 2019년 | H                    | Bs                   | G                    | DB                   | L                    | E                    | F                    | D                    | M                    | T                    | S                    | C                    | 18      | [ 주 48 ]           |
| *    | 2020년 | 코로나19로 인한 취소 | 코로나19로 인한 취소 | 코로나19로 인한 취소 | 코로나19로 인한 취소 | 코로나19로 인한 취소 | 코로나19로 인한 취소 | 코로나19로 인한 취소 | 코로나19로 인한 취소 | 코로나19로 인한 취소 | 코로나19로 인한 취소 | 코로나19로 인한 취소 | 코로나19로 인한 취소 | 18      |                     |
| 16   | 2021년 | Bs                   | T                    | DB                   | D                    | S                    | E                    | L                    | M                    | G                    | F                    | H                    | C                    | 18      | [ 주 49 ]           |
| 17   | 2022년 | S                    | T                    | M                    | H                    | L                    | DB                   | E                    | F                    | Bs                   | G                    | D                    | C                    | 18      | [ 주 50 ]           |
| 18   | 2023년 | DB                   | H                    | G                    | Bs                   | F                    | E                    | C                    | M                    | D                    | T                    | S                    | L                    | 18      | [ 주 51 ]           |
| 19   | 2024년 | E                    | H                    | DB                   | S                    | C                    | Bs                   | G                    | M                    | F                    | T                    | D                    | L                    | 18      | [ 주 52 ]           |
| 20   | 2025년 | H                    | F                    | Bs                   | L                    | M                    | E                    | C                    | T                    | D                    | DB                   | G                    | S                    | 18      | [ 주 36 ] [ 주 53 ] |

## 팀별 기록

### 우승 횟수·승률
|  | 센트럴 리그 소속팀 |
|  | 퍼시픽 리그 소속팀 |

| 팀                         | 우승 | 승리 | 패전 | 무승부 | 승률 | 첫 우승 | 전회 우승 |
| -------------------------- | ---- | ---- | ---- | ------ | ---- | ------- | --------- |
| 후쿠오카 소프트뱅크 호크스 | 9    | 263  | 162  | 19     | .619 | 2008년  | 2025년    |
| 지바 롯데 마린스           | 2    | 226  | 199  | 19     | .532 | 2005년  | 2006년    |
| 오릭스 버펄로스            | 2    | 225  | 208  | 11     | .520 | 2010년  | 2021년    |
| 요미우리 자이언츠          | 2    | 221  | 209  | 14     | .514 | 2012년  | 2014년    |
| 도쿄 야쿠르트 스왈로스     | 2    | 206  | 227  | 11     | .476 | 2018년  | 2022년    |
| 홋카이도 닛폰햄 파이터스   | 1    | 229  | 203  | 12     | .530 | 2007년  | 2007년    |
| 도호쿠 라쿠텐 골든이글스   | 1    | 213  | 225  | 6      | .486 | 2024년  | 2024년    |
| 요코하마 DeNA 베이스타스   | 1    | 186  | 247  | 11     | .430 | 2023년  | 2023년    |
| 사이타마 세이부 라이온스   | 0    | 213  | 220  | 11     | .492 |         |           |
| 한신 타이거스              | 0    | 210  | 220  | 14     | .488 |         |           |
| 주니치 드래건스            | 0    | 209  | 222  | 13     | .485 |         |           |
| 히로시마 도요 카프         | 0    | 185  | 244  | 15     | .431 |         |           |

- 굵은 글씨는 2025년 종료 기준으로 현재 최다 기록을 나타낸다.

### 리그 통산 성적
| 리그        | 우승 | 승리 | 패전 | 무승부 | 승률 | 첫 우승 | 전회 우승 |
| ----------- | ---- | ---- | ---- | ------ | ---- | ------- | --------- |
| 센트럴 리그 | 5    | 1217 | 1369 | 78     | .471 | 2012년  | 2023년    |
| 퍼시픽 리그 | 15   | 1369 | 1217 | 78     | .529 | 2005년  | 2025년    |

### 그 외의 기록
팀 승률
| 구분      | 구단       | 승률  | 연도   | 경기제 | 성적         |
| --------- | ---------- | ----- | ------ | ------ | ------------ |
| 최고 승률 | 소프트뱅크 | 0.818 | 2011년 | 24경기 | 18승 2무 4패 |
| 최저 승률 | DeNA       | 0.176 | 2015년 | 18경기 | 3승 1무 14패 |

최장 경기
- 2007년 6월 14일 삿포로 돔에서 열린 닛폰햄 - 요코하마전에서는 연장 12회 접전 끝에 양팀 모두 25안타를 때려내는 등 난타전이 되면서 6대 6 무승부로 끝났다. 경기 시간은 5시간 53분을 나타냈는데 이 기록은 현재까지도 교류전 사상 최장 기록이다. 또한 이 경기는 야간 경기로 치러졌기 때문에 경기 종료 후 셔틀 버스나 전철을 놓친 관중들도 나타났다.

연속 이닝 무실점
- 2011년, 닛폰햄은 5월 26일 나고야 돔에서 열린 주니치전에서의 6회말부터 6월 4일 메이지 진구 야구장에서 야쿠르트전에서의 2회말까지를 무실점으로 막아내 52이닝 연속 무실점 기록을 달성했다. 이것은 양 경기가 치르는 동안 5경기를[주 58][주 59] 모두 완봉승을 거두고 있어 52이닝 연속 무실점과 5경기 연속 완봉승은 모두 현재까지 프로 야구 타이 기록이다.

## 개인별 기록
- 2014년 5월 31일, 교세라 돔 오사카에서 열린 오릭스 - 요미우리전에서 오릭스 선발 가네코 지히로가 9회까지 볼넷 4개와 실책 1개의 무안타 무득점으로 호투하고 있었지만 오릭스의 타선 지원이 없었고, 퍼시픽 리그의 주최 경기에서 투수가 타석에 선다는 그 해의 룰에 따라 9회말 1사 2루에서 가네코에게 타석이 돌아왔을 때 대타를 내보내며 그 후 연장전에 돌입했다. 가네코가 무안타 무득점인 채로 강판되면서 단독으로 노히트 노런 달성을 이루지 못했다. 9이닝 이상을 무안타 무득점인 상태에서 강판된 사례는 2006년 야기 도모야(당시 닛폰햄 소속) 이래 일본 프로 야구 역대 두 번째이며 대타를 내보낸 것 때문에 강판된 것은 사상 최초였다. 경기는 연장 12회초에 가메이 요시유키가 상대 투수 마하라 다카히로로부터 홈런을 때려내 1대 0으로 요미우리가 승리했다.[11][12]

- 2014년 6월 21일, 한신 고시엔 구장에서 열린 한신 - 라쿠텐전에서 라쿠텐 선발 투수인 노리모토 다카히로가 한 시즌에 있어서의 교류전 사상 최다 기록인 4차례의 완봉을 기록했다.

- 2016년 6월 12일, 삿포로 돔에서 열린 닛폰햄 - 한신전에서 닛폰햄 선발이던 오타니 쇼헤이가 5번 타자 겸 투수로 선발 출전했다. 지명타자제가 도입된 퍼시픽 리그 주최 경기에서 지명 타자를 포기하고 선발 투수가 타순에 들어간 것은 교류전 사상 처음이다. 또한 이 경기에서 지명 타자를 포기한 것은 닛폰햄뿐이고 한신은 5번 타자 겸 지명 타자로 하라구치 후미히토를 타순에 넣었다. 더 나아가 이 경기에서 오타니는 자신이 가진 최고 구속 타이 기록에 해당되는 ‘163 km/h’를 기록했다. 훗날 그 해 클라이맥스 시리즈에서 자신의 최고 기록을 ‘165 km/h’까지 늘렸지만 교류전에서는 ‘163 km/h’가 최고 구속이다.

- 2019년 교류전에서 오릭스의 나카가와 게이타가 사상 최초이자 신인으로서의 교류전 수위 타자를 차지했다.[13]

- 지명 타자 제도를 채택하고 있어서 평소에는 타석에 설 기회가 드물지만 퍼시픽 리그 투수가 교류전에서 몇 년 간에 걸쳐 연속 안타를 기록한 사례는 스기우치 도시야(당시 소프트뱅크, 2007년~2011년), 야마사키 사치야(오릭스→닛폰햄, 2021년~2025년)가 5년 연속 최장 기록을 세웠다.[주 60] 그리고 퍼시픽 리그 투수가 타점을 기록한 것도 스기우치(2009년~2011년), 야마사키(2023년~2025년) 등이 최장 기록을 세웠는데 이는 3년 연속이다.[14]

## 에피소드
- 2006년 6월, 한신 고시엔 구장에서의 한신 - 닛폰햄전에서 같은 해에 은퇴를 결심한 닛폰햄의 신조 쓰요시(등록명은 SHINJO)가 경기 전의 펑고훈련에서 한신 시절의 유니폼을 착용하고 수비 위치에 들어갔다. 관중석의 한신팬들에게서는 박수 갈채를 받았지만 구단 및 연맹으로부터 엄중 주의를 받았다.[주 61]
  - 2024년 5월 29일에는 닛폰햄 감독인 신조가 같은 구장에서 이뤄진 한신 - 닛폰햄전의 경기 시작 전 출전 선수 명단표 교환 시에 한신의 특별 주문 유니폼[주 62]을 착용하여 출전 선수 명단표 교환을 가졌다.[16]
- 2008년 6월 14일 클리넥스 스타디움 미야기에서 예정돼 있던 라쿠텐 - 요미우리전은 같은 날 아침에 발생한 이와테·미야기 내륙지진의 영향에 의해서 취소됐다.[17] 참고로 지진에 의한 경기 취소는 이 경기가 일본 프로 야구 사상 최초였다.[17] 미야기 구장에 피해가 별로 없었기 때문에[17] 교통기관의 혼란이나 관객의 안전 등을 고려해 최종적으로 취소 결정을 내렸다. 이 경기는 이틀 후인 6월 16일에 다시 개최됐다.[18][19]
- 2009년 6월 10일 삿포로시 마루야마 구장에서 열린 닛폰햄 - 요코하마전은 교류전 사상 처음으로 평일의 주간 경기로 치러졌다. 이것은 같은 구장에 조명 시설이 없는 것과 미취학 아동이나 주부 등 평일의 야간 경기를 좀처럼 보기 힘든 각 연령층을 노린 것이었다.
- 2010년에는 퍼시픽 리그가 우승 ~ 6위, 센트럴 리그가 7위 ~ 최하위 순으로 나오면서 상위 6위까지는 퍼시픽 리그가 독점하였다.
- 2011년에 전 구단을 상대로 승리하여 교류전 우승을 차지한 소프트뱅크는 리그전에서도 다른 5구단에 승리하여 우승했고, 사상 최초로 전체 11개 구단을 승리하여 완전 우승했다.[20] 현재까지도 이것이 유일한 사례이다. 반대로 2019년에 야쿠르트가 교류전을 포함한 전체 11구단에게 패했다.[21] 다만 교류전 순위는 11위다(최하위는 히로시마).
- 2013년에는 센트럴 리그 전체 6개 구단이 교류전 기간 동안 한정된 리그 슬로건 ‘센트럴 리그가 제압한다!’(セが制す！)라는 로고가 들어간 모자를 착용했다.[22] 6월 13일에는 소프트뱅크의 교류전 우승과 퍼시픽 리그가 80승을 기록했지만[주 63] 다음날 6월 14일 이후의 경기에도 로고가 삽입된 모자를 계속 착용했다.
- 2014년 센트럴·퍼시픽 교류전이 도입된 지 10주년이 됐는데 위에서 말한대로 센트럴 리그의 구단이 주최하는 경기에서 지명타자제가 채택됐다.
- 2014년 6월 22일, 도쿄 돔에서 열린 요미우리 - 소프트뱅크전은 승리한 팀이 우승하는 ‘교류전 우승 결정전’이 됐다.[23] 이와 같이 1위·2위 간의 맞대결에서 우승을 결정짓는 것은 처음이었는데 경기 결과는 10대 5로 요미우리가 승리하여 2년 만에 통산 두 번째 우승을 차지했다.
- 2015년에는 교류전 개막을 앞두고 센트럴 리그 상위권에 있던 요미우리·DeNA의 패한 횟수가 크게 벌어진 결과, 교류전 종료 후인 6월 23일에 센트럴 리그 전체 팀이 승률이 5할 이하(요미우리와 한신은 5할, 승수의 차이로 요미우리가 선두, 한신이 2위였으며 이하 4팀이 패한 횟수가 많음)가 됐다.[24][25][26] 다음날 24일에는 전체 팀이 승률 5할 미만이 될 가능성도 있었지만 이것은 피할 수 있었다. 그 뒤 7월 2일에 다시 전체 팀의 승패 마진이 없어지면서(야쿠르트와 한신은 5할, 승수의 차이로 야쿠르트가 선두), 그리고 다음날 3일에는 야쿠르트·한신이 모두 지는 바람에 전체 팀의 승률이 5할 미만(선두 야쿠르트가 37승 38패로 승률 0.4933)이 됐다. 더욱이 상위 5팀이 반 경기차 안으로 엎치락뒤치락 하는 상황이 벌어졌다.[27] 이러한 상황은 하루 만에 해소됐지만 그 후에도 상황을 빠져나간 팀이 나타나지 않았고 올스타전을 앞둔 (전반기 종료)7월 15일에 다시 한 번 1위 팀이 승률 5할이 되면서 후반기 시작 직후인 7월 21일에는 전체 팀이 또다시 승률 5할 미만이 됐다(이 때는 3팀이 승패 마진은 -1, 승률 차이로 요미우리가 1위). 또한 다음날 22일에는 두 개 팀이 승률 5할로 부활하면서 이후 전체 팀의 승률이 5할 이하가 되는 것은 없었다. 최종적으로 6월과 7월에 1위 팀이 5할이 된 날이 7일(6월 23일, 7월 2일·4일·7일·15일·20일·22일), 전체 팀의 승패 마진이 마이너스가 된 날이 2일(7월 3일·21일)을 기록했다(모두 전체 팀의 경기가 없는 날을 제외).
  - 리그전만으로 전체 수지는 반드시 차감 0이 되기 때문에 과거에도 개막 직후 등 전체 팀이 승률 5할로 나란히 동일했던 적은 있었다. 그 외에 전체 팀이 승률 5할 이하, 혹은 5할 미만이 될 수도 있지만 이것은 교류전이 시작된 데 따른 가능성을 열어둔 것이지만 교류전이 도입한 지 11년 만에 사상 처음으로 진기한 사례로 남게 됐다.[28] 또한 교류전에서 이긴 횟수가 많은 리그의 전체 팀이 승률 5할 이상 또는 초과할 가능성도 비슷하지만 현재까지도 실현되지 않았다.
- 2022년에는 12구단 팀 대항전에서 야쿠르트가 우승, 그리고 리그 대항전에서도 센트럴 리그 측이 승리를 거두면서 처음으로 센트럴 리그 구단들이 팀 타이틀을 독점했다. 또한 대회 창설 18년(17회) 만에 우천 취소·노 게임으로 인한 일정 순연 등이 발생하지 않았고 처음으로 일정 기간 내에 모든 경기를 소화할 수 있었다.[29]
- 2024년에는 라쿠텐이 우승했지만 뛰어난 성적을 남긴 선수가 없어서 수상 선수로 라쿠텐 선수가 선출되지 않았다. 우승 구단에서 수상자가 단 한 명도 선출되지 않은 것은 사상 처음이다.[30][31]
- 한쪽 리그에 소속된 총 6개 팀이 같은 날에 승리하는 사례는 과거 8차례나 있었다.
  - 퍼시픽 리그 : 5회
    - 2006년 5월 12일, 2006년 6월 7일, 2007년 5월 22일, 2015년 6월 14일[32], 2022년 5월 29일[33]

  - 센트럴 리그 : 3회
    - 2008년 6월 18일, 2014년 6월 15일, 2018년 6월 9일[34]

### 주해
1. ↑  단, 일본방송협회(NHK)에서는 기업명·상표명을 붙이는 대회명이 광고방송의 금지를 규정하는 방송법 제83조에 저촉되므로 보도할 때는 종래의 ‘센트럴·퍼시픽 교류전’이라는 명칭을 사용하고 있다.
2. ↑  경기가 개최되는 야구장에는 백네트 뒤의 ‘닛폰 생명 센트럴·퍼시픽 교류전’(日本生命 セ・パ交流戦)이라고 쓰여진 플래카드를 교류전 기간 중에 부착되고 있다(사이즈는 구장에 따라 다르다).
3. ↑  2015~2018년까지 4년 간은 엄밀히 따지자면 우승 팀이 아닌 최고 승률 팀이다.
4. ↑  승률이 가장 높은 구단이 복수로 나타났을 경우에서도 우승 결정 플레이오프는 열리지 않는다.
5. ↑  정규 시즌의 승률·승수(센트럴 리그에서만 해당)가 완전히 같은 구단이 다수 있는 한편, 이들 구단의 직접 대결의 승패도 같을 경우에는 동일 리그 내의 대전 성적(전체 125경기. 2007년부터 2014년은 120경기, 2005년과 2006년은 100경기)의 승률이 높은 구단을 상위로 하는 것으로 돼 있다. 이 때문에 교류전의 승률이 낮은 것이 필연적으로 리그전에 차지하는 승률이 높아진다. 퍼시픽 리그에서는 교류전 첫해부터, 센트럴 리그에서는 2022년부터 이 규칙이 적용되고 있다.
6. ↑  교류전 첫해인 2005년부터 2011년까지의 리그전에서는 센트럴 리그는 예고 선발을 채택하지 않고 퍼시픽 리그에서만 예고 선발을 채택했다.
7. ↑  2018년 센트럴 리그에 속한 도쿄 야쿠르트 스왈로스가 교류전 최고 승률 팀 및 우승팀이 됐지만 ‘교류전 MVP’는 우세 리그가 된 퍼시픽 리그 순위 1위 구단인 오릭스 버펄로스(전체 순위·승률 모두 2위)의 요시다 마사타카가 선정됐다.
8. ↑  원칙으로서 지난주 금요일~일요일로 예정되어 있던 경기가 1경기 취소됐을 경우에 적용
9. ↑  화요일~목요일에 편성된 경기 중 1경기라도 취소됐을 경우 및 금요일~일요일 경기 중 2경기 이상 취소됐을 경우엔 예비일로 소화할 수 없는 경우 예비 기간으로 미뤄졌다.
10. 1 2  예비일이 설정되지 않는 경우에는 지방 구장에서 개최되는 경기가 있는 경우와, 2~3경기 모두 연고지 구장(전용 구장)에서 개최됐던 경우라도 다음 대진표의 경기 장소로의 이동 상황에 따른 것 등이다. 또한 야쿠르트가 주최하는 메이지 진구 야구장에서 할 경우 조만간 전일본 대학 야구 선수권 대회가 열리는 일정이 짜여져 있으면 대학 야구를 우선할 수 있는 사정으로 월요일의 예비일에는 순연할 수 없는 경기도 있다.
11. ↑  4연전 최초의 경기를 제외하고 그 경기가 1경기 취소됐을 경우에 적용된다. 단, 앞에서 말한 바와 같이 이동 스케줄의 형편상 두 번째 경기의 다음날이어도 예비일이 설정되지 않는 경우도 있다.
12. ↑  4연전 최초의 경기일 경우에는 1경기라도 취소됐을 경우, 그 외에 2경기 모두 취소된 경우에 예비일에 소화하지 못한 경우, 혹은 1경기만 취소됐더라도 앞에서 말한 이동 스케줄의 형편상 두 번째 경기의 다음날에 예비일이 설정되지 못할 경우엔 예비 기간으로 미뤄진다.
13. ↑  수·목요일이 되는 경우도 있다.
14. ↑  코로나19로 인해 취소됐고 개막일과 폐막일은 당초 예정돼 있었다.
15. ↑  ‘교류전 대사 미라이짱(交流戦大使のみらいちゃん)’(초대)이라는 명의로 기용됐다.
16. ↑  시구식 담당도 겸임했다.
17. ↑  단, 노기자카46(당시)의 시라이시 마이가 시구자로 나왔다.
18. ↑  ‘교류전 대사 미라이짱’(2대째)이라는 명의로 기용됐다.
19. ↑  시구식 담당도 겸임했다.
20. ↑  시구식에는 이 그룹의 멤버인 마키노 마리아가 시구자로 나왔다.
21. 1 2  ‘하루파카’(ハルパカ)라는 명의로 기용됐다.
22. ↑  단, 트위터나 틱톡 등의 SNS로 한정된 CM에만 모닝구무스메。'19의 마키노 마리아가 ‘마리파카짱’(マリパカちゃん)의 명의로 기용됐다.
23. ↑  각각 ‘마리파카’(まりパカ), ‘후쿠파카’(ふくパカ) 명의로 기용됐다.
24. ↑  CM에는 사토 지로, 쿠마다 린카, 이이누마 아이가 출연했다.[8]
25. ↑  CM에는 이이오 카즈키, 야마다 유키가 출연했다.[9]
26. ↑  같은 해 맞대결에서 3승 1패로 한신이 앞서고 있었다.
27. ↑  각 구단의 TQB를 따지면 DeNA는 0.140, 소프트뱅크는 0.135, 요미우리는 0.110, 오릭스는 0.068이다.
28. ↑  2005~2014년에는 ‘센트럴·퍼시픽 교류전 우승팀’, 2015~2018년에는 ‘최고 승률팀’, 이후에는 ‘교류전 우승 구단’으로 불린다. 이 항목에서는 편의상 모두 ‘교류전 우승팀’으로 간주한다.
29. ↑  2015~2018년에는 우세 리그이며, 그 외는 참고 기록.
30. ↑  2005년부터 2011년까지이다.
31. ↑  닛폰햄과 라쿠텐이 승률은 똑같았고 전년도 교류전 순위에 따라 순위가 확정됐다.
32. ↑  이 해부터 24경기제로 변경
33. ↑  주니치와 오릭스, 야쿠르트와 소프트뱅크는 각각 승률이 똑같았고 작년 시즌 교류전 순위에 따라 각각의 순위가 확정됐다.
34. ↑  소프트뱅크와 한신, 닛폰햄과 요미우리, 라쿠텐과 히로시마, 오릭스와 야쿠르트, 지바 롯데와 세이부가 각각 승률이 똑같았고 전년도 교류전 순위에 따라 각각의 순위가 확정됐다.
35. ↑  히로시마와 주니치가 각각 승률이 똑같았고 전년도 교류전 순위에 따라 각각의 순위가 확정됐다.
36. 1 2  상위 6위까지는 퍼시픽 리그가 독점
37. ↑  소프트뱅크, 지바 롯데, 라쿠텐 등 3개 구단은 각각 승률이 똑같았고 전년도 교류전 순위에 따라 각각의 순위가 확정됐다.
38. ↑  3시간 30분 룰을 적용하여 6경기가 12회 미만으로 무승부가 됐다.
39. ↑  3시간 30분 룰을 적용하여 11경기가 12회 미만으로 무승부가 됐다.
40. ↑  요미우리, 닛폰햄, 지바 롯데, 오릭스 등 4개 구단, 히로시마와 세이부가 각각 승률이 똑같았고 전자는 교류전 기간 중 TQB, 후자는 맞대결 성적에 따라 각각의 순위가 확정됐다.
41. ↑  이 해에만 센트럴 리그 구단 주최 경기에서 지명타자 제도가 채택됐다.
42. ↑  라쿠텐, 한신, 히로시마 등 3개 구단이 각각 승률이 똑같았고 교류전 기간 중 TQB에 의해서 순위가 확정됐다.
43. ↑  이 해부터 18경기제로 변경됐다.
44. ↑  라쿠텐, 지바 롯데, 한신 등 3개 구단이 각각 승률이 똑같았고 교류전 기간 중 TQB에 의해서 순위가 확정됐다.
45. ↑  세이부와 요미우리, 주니치, DeNA, 한신 등 5개 구단이 각각 승률이 똑같았고 전자는 맞대결 성적, 후자는 교류전 기간 중 TQB에 의해서 각각의 순위가 확정됐다.
46. ↑  소프트뱅크와 히로시마, 한신, 라쿠텐, 오릭스 등 5개 구단, DeNA와 주니치, 요미우리와 지바 롯데가 각각 승률이 똑같았고 소프트뱅크와 히로시마, 요미우리와 지바 롯데는 맞대결 성적, 한신, 라쿠텐, 오릭스 등 3개 구단, DeNA와 주니치는 교류전 기간 중 TQB에 의해서 각각의 순위가 확정됐다.
47. ↑  지바 롯데와 소프트뱅크, 닛폰햄과 세이부, 요미우리와 DeNA, 주니치와 히로시마가 각각 승률이 똑같았고 교류전 기간 중 TQB에 의해서 각각의 순위가 확정됐다.
48. ↑  세이부와 라쿠텐, 주니치와 지바 롯데가 각각 승률이 똑같았고 전자는 교류전 기간 중 TQB, 후자는 맞대결 성적에 따라 각각의 순위가 확정됐다.
49. ↑  코로나19 감염 확산 방지를 위해 연장전을 적용하지 않음
50. ↑  소프트뱅크, 세이부, DeNA, 라쿠텐 등 4개 구단, 닛폰햄, 오릭스, 요미우리 등 3개 구단이 각각 승률이 똑같았고 교류전 기간 중 TQB에 의해서 각각의 순위가 확정됐다.
51. ↑  DeNA, 소프트뱅크, 요미우리, 오릭스 등 4개 구단, 라쿠텐과 히로시마, 주니치와 한신이 각각 승률이 똑같았고 라쿠텐과 히로시마는 맞대결 성적, 그 외는 교류전 기간 중 TQB에 의해서 각각의 순위가 확정됐다.
52. ↑  히로시마와 오릭스, 한신과 주니치가 각각 승률이 똑같았고 전자는 맞대결 성적, 후자는 교류전 기간 중 TQB에 의해서 각각의 순위가 확정됐다.
53. ↑  닛폰햄과 오릭스, 세이부와 지바 롯데, 한신과 주니치가 각각 승률이 똑같았고 교류전 기간 중 TQB에 의해서 각각의 순위가 확정됐다.
54. ↑  야쿠르트 스왈로스 시절을 포함한다.
55. ↑  요코하마 베이스타스 시절을 포함한다.
56. ↑  36경기제에서는 2005년에 지바 롯데 마린스가 0.686(24승 1무 11패), 18경기제에서는 2022년에 도쿄 야쿠르트 스왈로스가 0.778(14승 4패)을 기록했다.
57. ↑  36경기제에서는 2005년에 도호쿠 라쿠텐 골든이글스가 0.306(11승 25패), 24경기제에서는 2007년에 히로시마 도요 카프가 0.217(5승 18패)을 기록했다.
58. ↑  5월 28일, 5월 29일의 히로시마전(삿포로 돔), 5월 31일, 6월 1일의 한신전(삿포로 돔), 6월 3일의 야쿠르트전(메이지 진구 야구장)
59. ↑  5월 28일의 경기는 11이닝의 연장전이다.
60. ↑  또한 스기우치는 2012년부터 센트럴 리그 팀인 요미우리에 이적하면서 요미우리에 있었을 때를 포함하면 8년 연속으로 기록했다.
61. ↑  다만 닛폰햄이 주의 조치를 내린 것은 어디까지나 형식적인 것이며 실제로는 그 정도로 문제 삼지는 않았다. 또한 당시 감독이었던 트레이 힐만은 신조의 은퇴 후 스포츠 신문과의 인터뷰에서 ‘유일하게 용서할 수 없었던 행위’라고 지적하여 고언도 나타냈다.[15]
62. ↑  특별 주문 유니폼이란 ‘등번호 63, 신조 감독’이라는 글자가 뒷면에 새겨진 오리지널 유니폼이다. 등번호 63번은 신조의 한신 시절 최초의 등번호이다.
63. ↑  6월 13일에 경기가 종료된 시점에서 퍼시픽 리그는 71승 4무 55패로, 남은 14경기에서 퍼시픽 리그가 전패해도 퍼시픽 리그의 승수가 센트럴 리그를 웃도는 것이 사실상 확정됐기 때문이다.

### 출전
1. ↑  “交流戦16年目で初の中止、５月開幕断念で球界苦境”. 닛칸 스포츠. 2020년 4월 18일. 2021년 4월 13일에 확인함.
2. ↑  2014年度「日本生命セ・パ交流戦」について - 일본 야구 기구 공식 홈페이지
3. ↑  2013年度「日本生命セ・パ交流戦」について - 일본 야구 기구 공식 홈페이지
4. ↑  2015年度「日本生命セ・パ交流戦」について - 일본 야구 기구 공식 홈페이지
5. ↑  交流戦はセパ対抗!各球団合計勝ち星勝敗 - 닛칸 스포츠, 2015년 1월 27일
6. ↑  日本生命セ・パ交流戦 開催概要 - 일본 야구 기구
7. ↑  “日本生命セ・パ交流戦 2022 開催概要”. 일본 야구 기구. 2022년 5월 31일에 확인함.
8. ↑  틀:뉴스 인용 ja
9. ↑  “ずん飯尾が“会社の後輩”山田裕貴をセ・パ交流戦に誘うCM　忍法メガネ残しも披露”. 《お笑いナタリー》. 2025년 6월 3일. 2025년 6월 5일에 확인함.
10. ↑  “ＤｅＮＡが大混戦制して交流戦初優勝！　ファンら大盛り上がり「この勲章を引っ提げ秋には大願成就だ！」”. 《산케이 스포츠》. 2023년 6월 20일. 2023년 6월 21일에 확인함.
11. ↑  아사히 신문, 2014년 6월 1일자 스포츠면
12. ↑  金子　9回無安打、幻ノーヒッター　外野へ飛んだのは1本だけ 보관됨 2016-03-04 - 웨이백 머신 - 스포츠 닛폰, 2014년 6월 1일
13. ↑  “中川、史上初のルーキー交流戦首位打者”. 《日刊スポーツ (nikkansports.com)》. 日刊スポーツ新聞社. 2019년 6월 25일. 2023년 5월 28일에 원본 문서에서 보존된 문서. 2023년 5월 28일에 확인함.
14. ↑  “【データBOX】日本ハム・山崎福也、投手最多の交流戦3年連続打点”. 《サンスポ》. 2025년 6월 7일. 2025년 6월 9일에 확인함.
15. ↑  “日本ハム・ヒルマン監督「2人だけの誓い」”. 닛칸 스포츠. 2006년 8월 8일. 2018년 2월 13일에 원본 문서에서 보존된 문서. 2018년 10월 21일에 확인함.
16. ↑  “ウソッ！　日本ハム・新庄剛志監督が阪神のユニホームに身を包んでメンバー表交換に登場”. 2024년 5월 29일에 원본 문서에서 보존된 문서. 2024년 6월 1일에 확인함.
17. 1 2 3  “プロ野球史上初　地震で楽天―巨人戦中止”. 《スポニチ Sponichi Annex 野球》. スポーツニッポン新聞社. 2008年6月15日. 2023년 5월 28일에 원본 문서에서 보존된 문서. 2023년 5월 28일에 확인함.
18. ↑  “史上初にノムさん「天災には勝てん」”. 《スポニチ Sponichi Annex 野球》. スポーツニッポン新聞社. 2008年6月14日. 2023년 5월 28일에 원본 문서에서 보존된 문서. 2023년 5월 28일에 확인함.
19. ↑  “2008年6月16日 【公式戦】 試合結果 （東北楽天vs読売）”. NPB.jp 일본 야구 기구. 2023년 5월 28일에 원본 문서에서 보존된 문서. 2023년 5월 28일에 확인함.
20. ↑  ソフトバンクの超・完全優勝。～前代未聞の記録の数々～ - Number Web, 2011년 11월 29일
21. ↑  最下位ヤクルト、全11球団負け越しは初／データ - 닛칸 스포츠, 2019년 12월 16일
22. ↑  セ・リーグ　交流戦でスローガン入り帽子着用 - 스포니치
23. ↑  “原巨人、2年ぶり2度目の交流戦V!猛打爆発 2回で7点圧勝!”. 스포츠 닛폰. 2014년 6월 22일. 2021년 4월 13일에 확인함.
24. ↑  史上初の事態 巨人敗戦、阪神引き分けでセ・リーグ全チームが貯金ゼロに - Full-Count, 2015년 6월 23일
25. ↑  阪神ドロー同率2位 ヘトヘト23時48分終了 - 닛칸 스포츠, 2015년 6월 24일
26. ↑  プロ野球：セ全球団、貯金消滅 交流戦負け越し響き[깨진 링크(과거 내용 찾기)] - 마이니치 신문, 2015年6月24日
27. ↑  史上初！セ・リーグ全球団が借金 1～5位0.5差に接近 - 스포츠 닛폰, 2015년 7월 3일
28. ↑  “プロ野球：珍事!ついにセ全球団借金”. 《마이니치 신문》. 마이니치 신문사. 2015년 7월 3일. 2015년 7월 4일에 원본 문서에서 보존된 문서. 2023년 5월 28일에 확인함.
29. ↑  【交流戦データ】史上初！セのチームが１、２位　中止やノーゲームなしも初　 - 닛칸 스포츠, 2022년 6월 12일
30. ↑  “交流戦ＭＶＰに日本ハム・水谷瞬、歴代最高の打率４割３分８厘…優勝した楽天から表彰選手なし”. 《読売新聞》. 2024년 6월 19일. 2024년 6월 19일에 확인함.
31. ↑  “なぜ？　交流戦優勝球団の楽天から表彰選手ゼロの〝怪〟”. 《サンスポ》. 2024년 6월 19일. 2024년 6월 19일에 확인함.
32. ↑  “交流戦　8年ぶりパ全勝　4度目の2桁以上勝ち越し確定”. 《スポニチ Sponichi Annex 野球》. スポーツニッポン新聞社. 2015년 6월 15일. 2023년 5월 28일에 원본 문서에서 보존된 문서. 2023년 5월 28일에 확인함.
33. ↑  “パ・リーグ　7年ぶり5度目の6戦全勝　大差あり、劇的勝利あり　ビッグボスは月間5割以上確定”. 《スポニチ Sponichi Annex 野球》. スポーツニッポン新聞社. 2022년 5월 29일. 2023년 5월 28일에 원본 문서에서 보존된 문서. 2023년 5월 28일에 확인함.
34. ↑  “セ・リーグ4年ぶり3回目の“全勝”達成！ナイタ―で巨人が西武に勝利”. 《スポニチ Sponichi Annex 野球》. スポーツニッポン新聞社. 2018년 6월 9일. 2023년 5월 28일에 원본 문서에서 보존된 문서. 2023년 5월 28일에 확인함.

## 같이 보기
- 센트럴 리그
- 퍼시픽 리그
- 일본 프로 야구 올스타전
- 클라이맥스 시리즈
- 일본 시리즈